# Château de Sully
Ne doit pas être confondu avec Château de Sully-sur-Loire.
Pour les articles homonymes, voir Sully.
Le château de Sully est un château situé sur le territoire de la commune de Sully en Saône-et-Loire, entre les villes d'Autun et de Beaune. 
Ouvert au public, il est depuis le milieu du XVIIIe siècle la propriété et la résidence de la famille de Mac Mahon, ducs de Magenta.
C'est l'un des quatorze lieux d'exception ouverts au public réunis depuis une vingtaine d'années au sein de « La Route des châteaux en Bourgogne du Sud ».
Il ne doit pas être confondu avec le château de Sully-sur-Loire.

## Protection
Le château fait l’objet d’un classement au titre des monuments historiques depuis un arrêté en date du 4 juillet 1995.

## Description
Le château est construit en plaine, au fond de la large vallée de la Drée, affluent de l’Arroux, à l’extrémité nord du village de Sully.

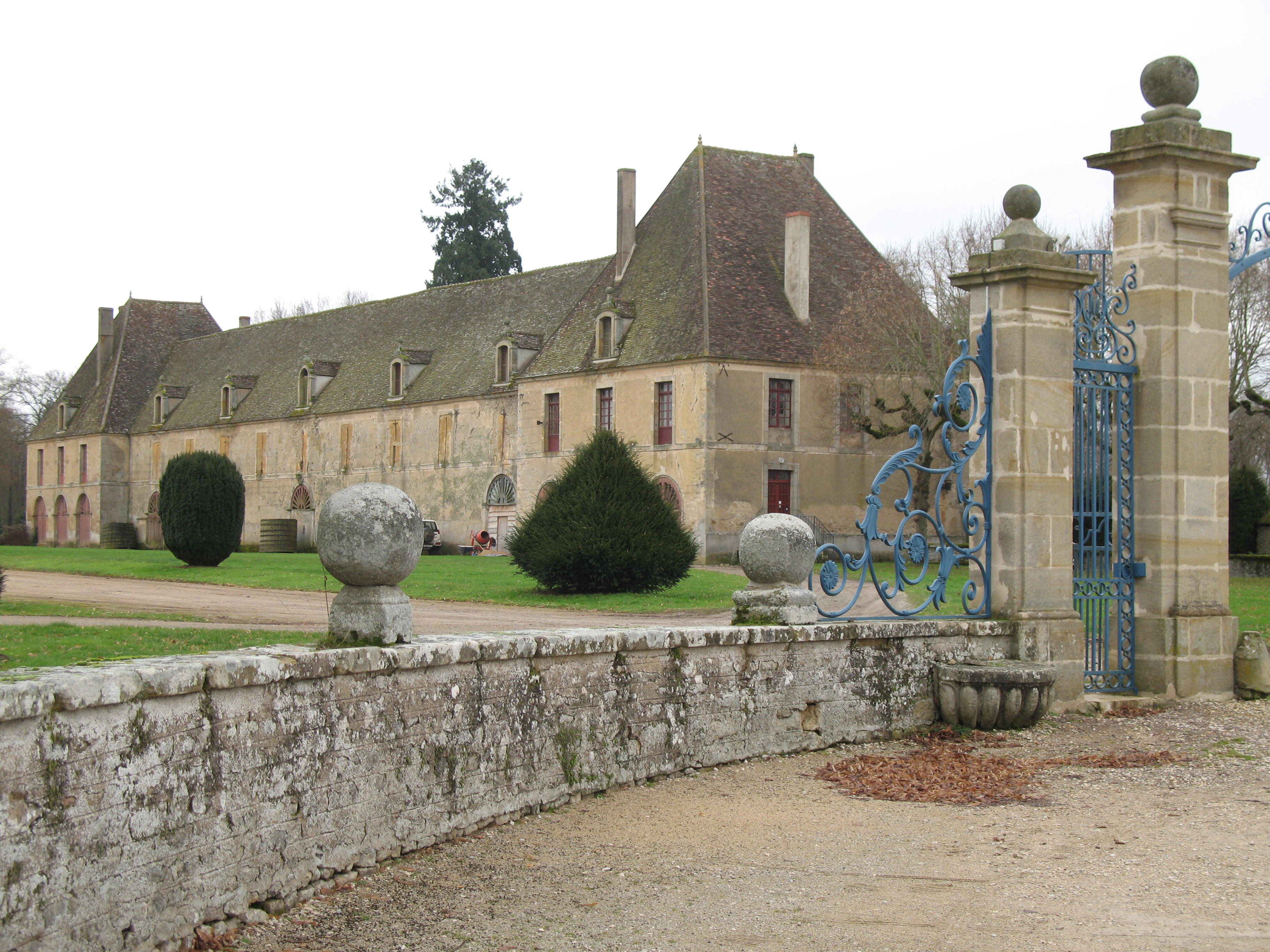
Château de Sully - Les communs.

Majestueux et cité comme l’un des plus beaux de Bourgogne, le château est précédé d’une longue cour bordée de buis taillés et encadrée de chaque côté des bâtiments des communs.
Bussy-Rabutin et Madame de Sévigné l’ont beaucoup admiré[citation nécessaire].
En plan, le château forme un vaste quadrilatère et comporte quatre corps de logis bâtis en retour d’équerre qui encadrent une cour centrale et quatre tours carrées plantées de biais qui occupent les angles. L’ensemble est entouré de douves remplies par l’eau de la Drée. Vers l’ouest, un pont de pierre qui franchit les douves dont la balustrade a été garnie vers 1890 de tout un décor de boulets et pyramides de pierre, précède la façade édifiée par les Saulx-Tavannes. L’appareil à bossages du socle de l’édifice et du rez-de-chaussée percé de petites fenêtres à meneaux fait contraste avec la richesse du décor du premier étage dont les fenêtres à meneaux et croisillons sont encadrées de pilastres terminés par des têtes et séparés par des tableaux qui imitent des niches. Les pilastres sont ornés de tableaux comme au château du Pailly, près de Langres, œuvres l’un comme l’autre, du même architecte langrois Nicolas Ribonnier. Une composition formée des mêmes éléments marque le centre ; elle a été surmontée d’un large fronton sculpté où deux Maures soutenaient le blason des Morey qu’une horloge intérieure a maintenant remplacé.
La cour intérieure forme un ensemble remarquable par l’ordonnance des façades et leur décor Renaissance. Un décor de bossages règne sur tout le rez-de-chaussée éclairé de baies cintrées. À l’étage, des pilastres ioniques munis de tableaux encadrent les fenêtres qui sont groupées par deux. Une niche plate ménagée entre chaque groupe est surmontée d’une tête sortant d'un cartouche ou d'un médaillon. L’allège des fenêtres est décorée de tables qui se terminent en fleuron. Le décor sculpté comporte aussi une frise qui court sous la corniche et des médaillons ronds contenant un buste en haut-relief qui sont placés sous les niches, à hauteur du rez-de-chaussée. L’ornementation de ces façades se complétait par des fresques : des figures allégoriques étaient peintes dans les niches. Il faut noter la présence d’un pavillon central à la façade du logis oriental qui présente la même élévation et les mêmes motifs. Derrière cette façade, subsiste en partie un mur plus ancien percé de portes et de fenêtres indiquant une construction du XVe siècle. C’est donc en avant du logis médiéval - en ménageant la largeur d’un couloir - qu’a été construite cette façade qui achève de donner à la cour son unité monumentale.

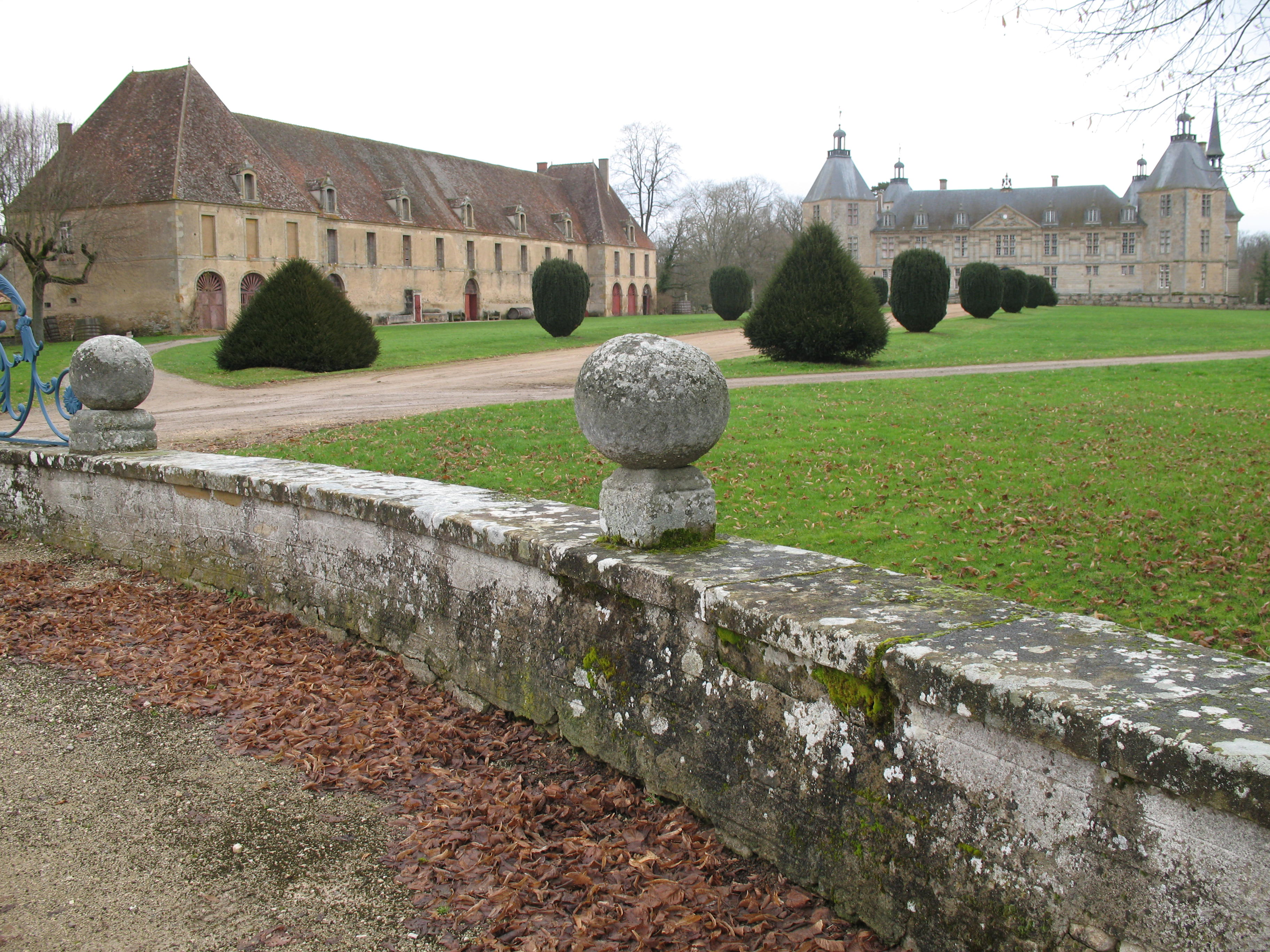
Château de Sully - Les communs.

On peut penser que les premières constructions des Saulx-Tavannes avaient comporté trois corps de logis en laissant subsister un logis du XVe siècle, œuvre des seigneurs de Couches ou des Rabutin, en avant duquel on aurait élevé un peu plus tard la façade de style classique avec son pavillon central. La présence d’une salle voûtée, déjà attestée par des reproductions anciennes, confirme que des parties de la construction médiévale ont subsisté dans ce logis.
Les quatre tours d’angle pourraient aussi en partie remonter au château du Moyen Âge. Elles sont hautes de trois étages et couvertes de toits à lanternons.
La façade vers l’extérieur du corps de logis nord date du début du XVIIIe siècle. Elle a été établie au niveau de l’angle des tours entre lesquelles elle s’insère, ce qui lui donne un développement considérable. Des pilastres séparent ses fenêtres rectangulaires. Un avant-corps à fenêtres cintrées couronné d’un fronton est précédé d'un escalier monumental et d’une vaste terrasse qui domine le miroir d’eau des douves. Vers l’est, la façade, qui comporte un fronton central, a été remaniée au XIXe siècle et le pont qui franchissait les douves a été supprimé. La façade sud, qui a subi plusieurs transformations et la chapelle qui fait saillie de ce côté ont été refaites dans le style néo-Renaissance.

Les communs, qui s’allongent en avant du château, comportent un bâtiment entre deux pavillons. L’aile des écuries du côté nord, indiquée par une tête de cheval sculptée au-dessus de la porte centrale, est complétée par tout un ensemble de bâtiments groupés autour d’une cour. L’un d’eux abrite un théâtre aménagé en 1840.

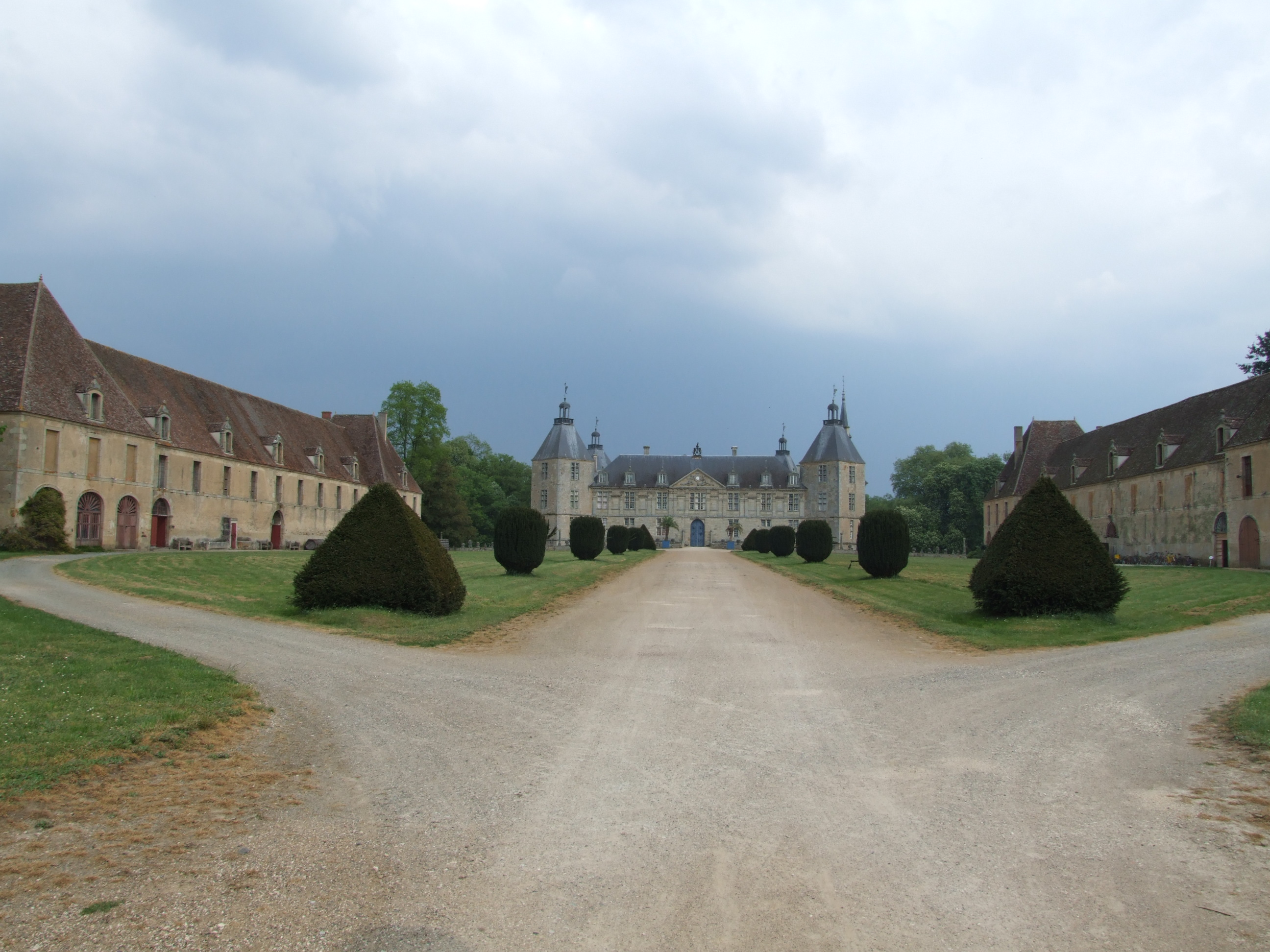
L’allée bordée de buis encadrée par les communs.
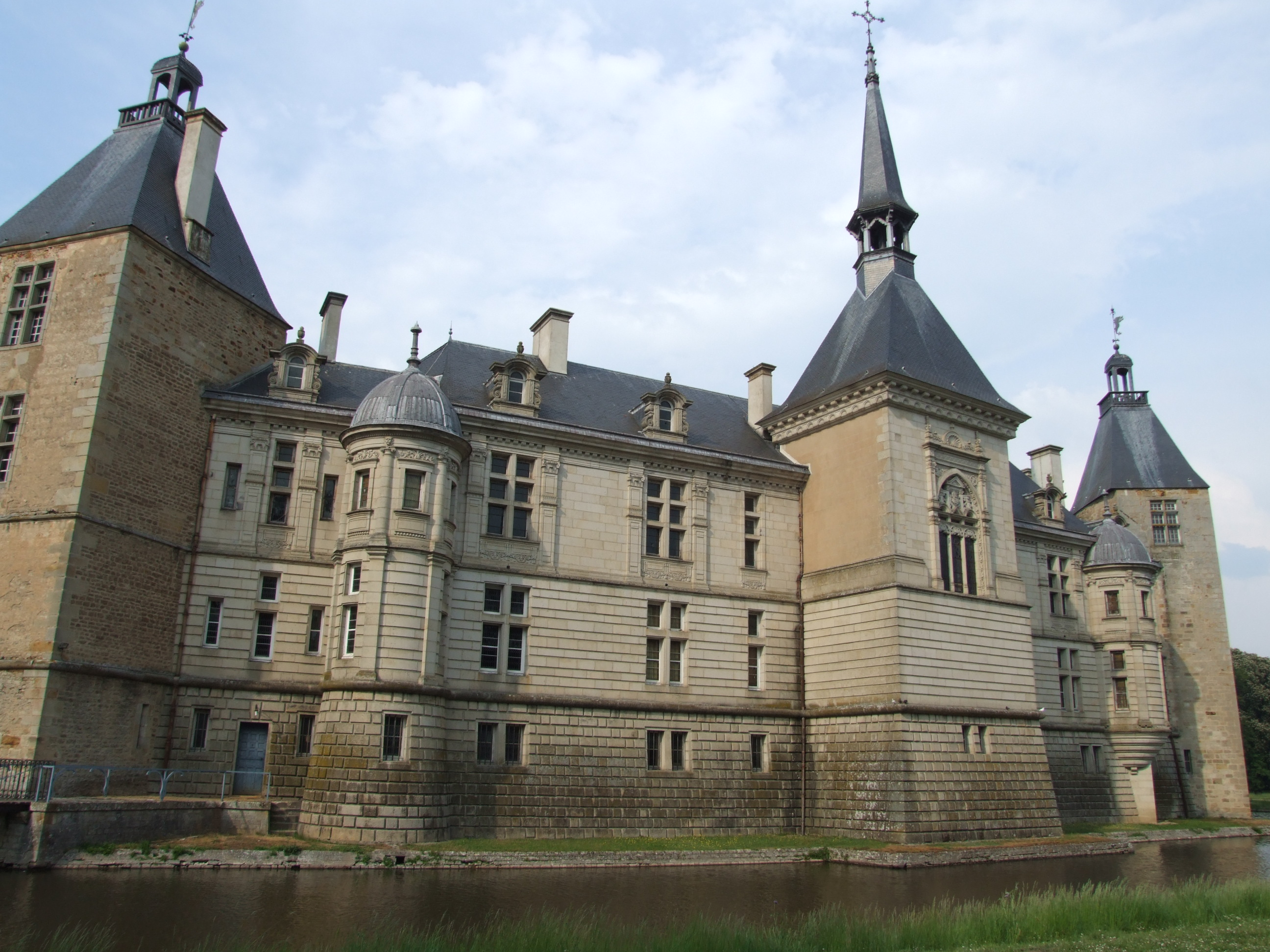
La façade néo-Renaissance.
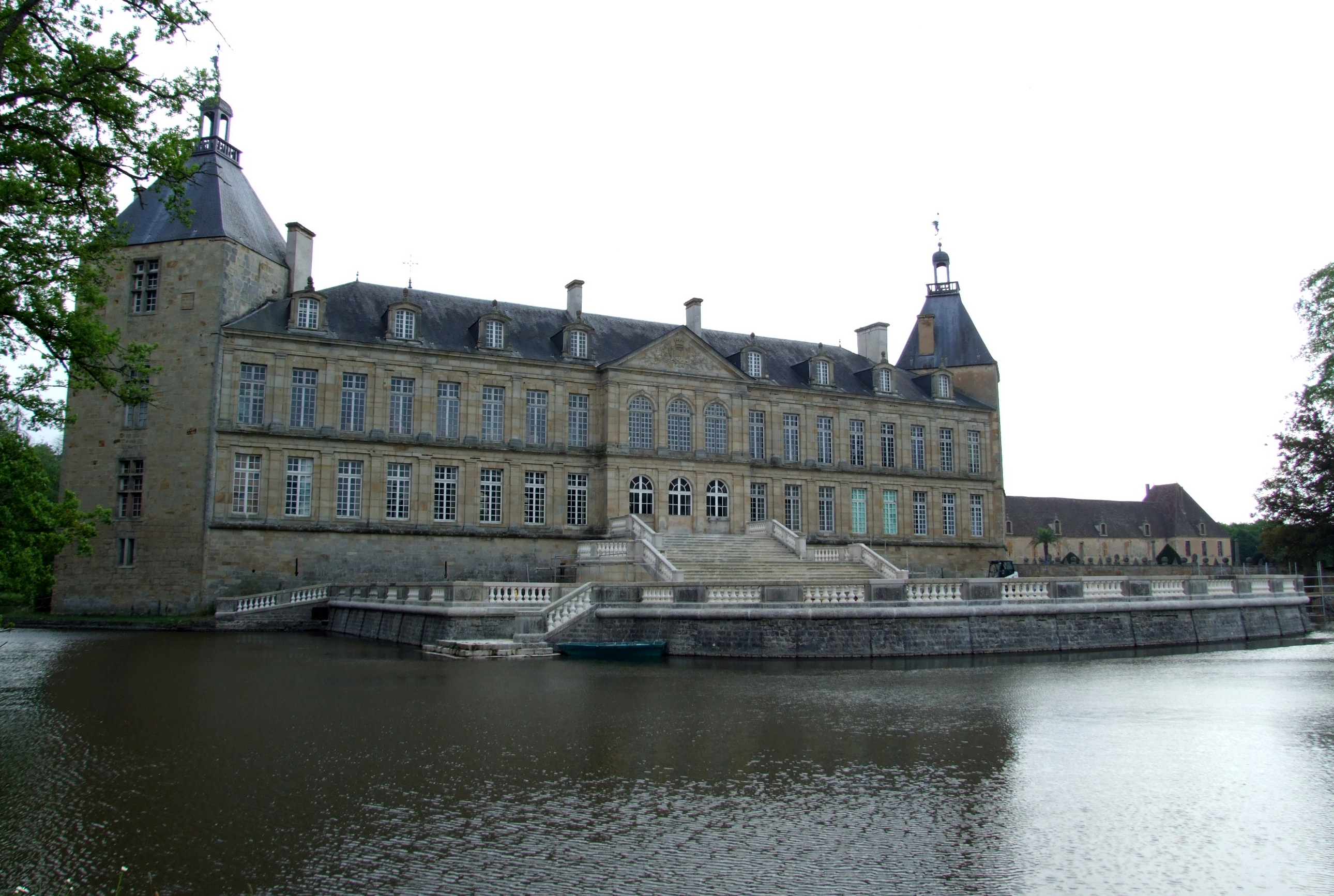
La façade nord, l’escalier monumental et la terrasse.
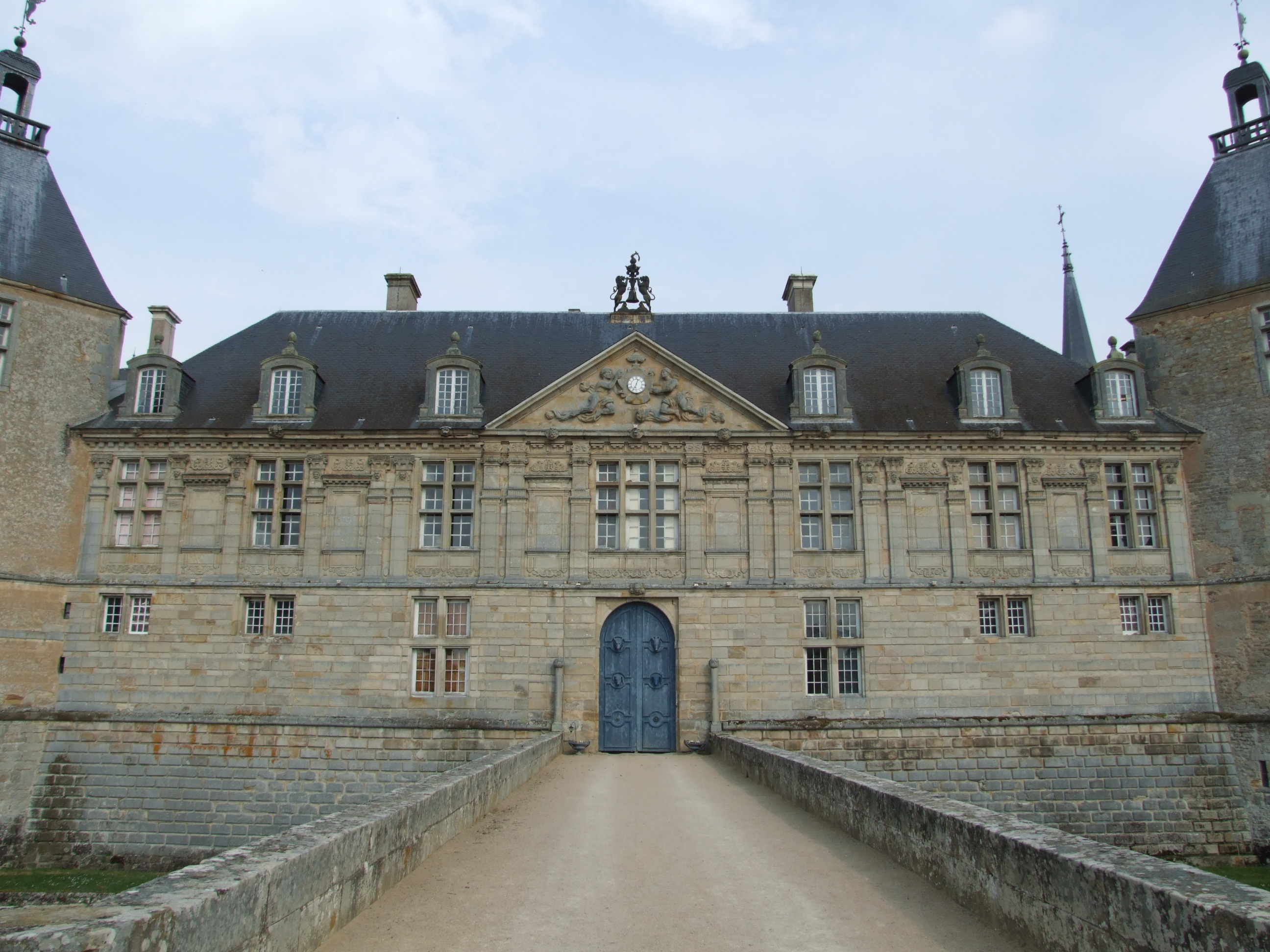
La façade ouest et le pont de pierre.
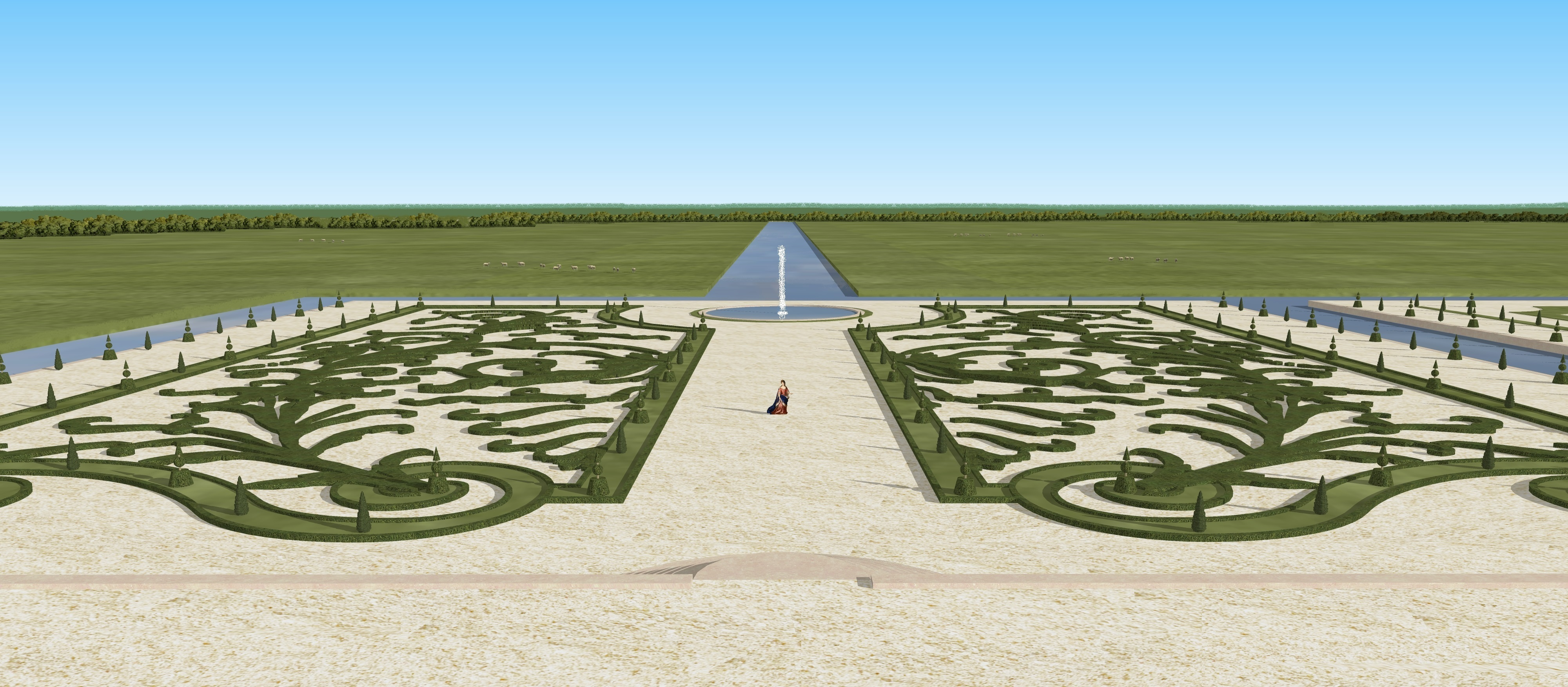
Restitution du parterre du château de Sully (Saône-et-Loire), au début du XVIIIe siècle.

### Historique
Maison de Sully
- 1180 : Hugues de Sully tient le fief
- 1240 : mort de Gauthier de Sully

Maison de Bauffremont
- XIIIe siècle : après l'extinction des Sully, une branche des seigneurs de Couches reprend la seigneurie
- seconde moitié du XIIIe siècle : Pierre de Bauffremont est seigneur du lieu

Maison de Bourgogne-Montagu
- fin XIIIe siècle : Marie de Bauffremont, dame de Couches, fille du précédent, épouse Étienne Ier de Bourgogne-Montagu, seigneur de Sombernon
- vers 1315 : Philibert Ier de Bourgogne-Montagu, fils des précédents, leur succède
- vers 1362 : Hugues de Bourgogne-Montagu, fils du précédent, lui succède
- fin XIVe siècle : Philibert II de Bourgogne-Montagu, fils du précédent, lui succède
- 1406 : Jean II de Bourgogne-Montagu, fils du précédent, lui succède
- vers 1440 : Claude de Bourgogne-Montagu, fils du précédent, lui succède

Famille de Rabutin
- 1469 : Jeanne de Bourgogne-Montagu, en épousant Hugues de Rabutin, seigneur d’Épiry, lui apporte le « chastel, maison forte et forteresse du dit Sully »
- fin XVe siècle : Christophe de Rabutin est seigneur du lieu

Famille de Saulx

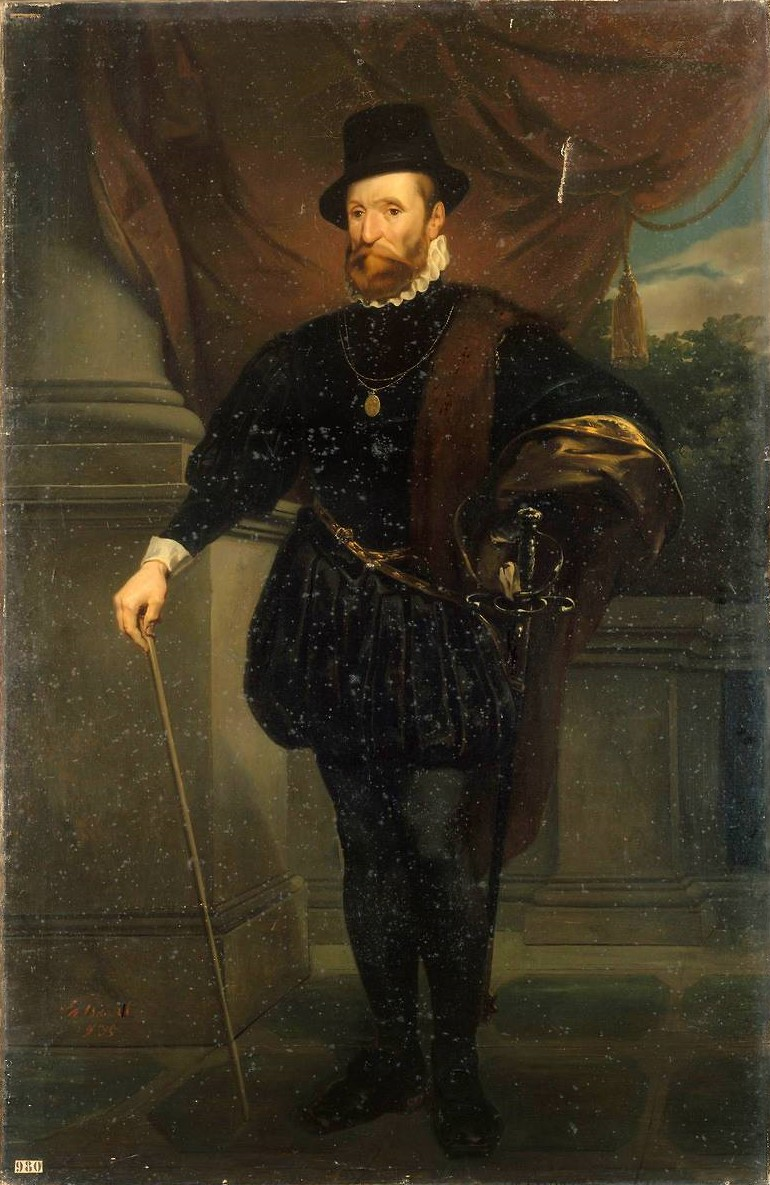
Gaspard de Saulx-Tavannes

- 1515 : le précédent vend le domaine à Jean de Saulx, époux de Marguerite de Tavannes
- première moitié du XVIe siècle : Guillaume de Saulx-Tavannes, fils des précédents, leur succède
- milieu du XVIe siècle : Gaspard de Saulx-Tavannes, frère du précédent, lieutenant-général de Bourgogne, maréchal de France puis gouverneur de Provence, lui succède ; il entreprend de reconstruire le château.
- 1573 : à la mort de Gaspard, sa veuve, Françoise de Montrevel réalise son projet en confiant la construction à l’architecte langrois Nicolas Ribonnier, qui avait déjà reconstruit pour le maréchal le château du Pailly
- 1581 : Françoise écrit qu'elle veut « rendre la dite maison de mesme valleur et estimation que celle du Pailley » car cette maison « n’est pas à beaucoup prest sy bien bastie que celle du Pailley », ceci pour assurer un partage égal entre ses deux fils.

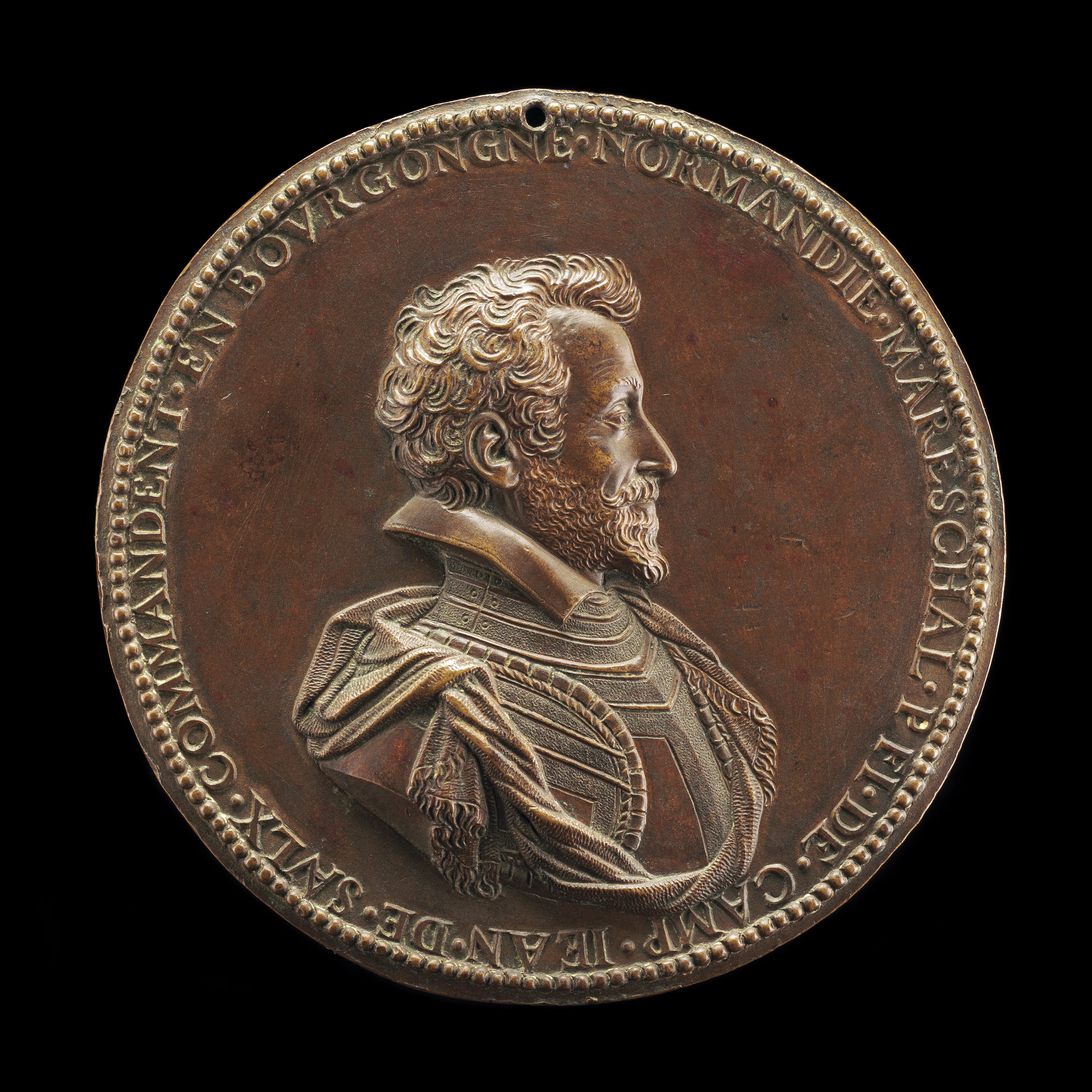
Jean de Saulx (1555-1629).

- seconde moitié du XVIe siècle : leur succède à Sully Jean de Saulx-Tavannes, troisième fils des précédents, vicomte de Tavannes (commune d'Arc-sur-Tille), baron de Sully et d’Igornay, seigneur de Lugny et vicomte de Ligny, sire du Donjon.
- entre 1616 et 1621 : retiré à Sully, il écrit ses Mémoires, consacrés surtout à la vie de son père où il nous renseigne sur la construction du château dont celui-ci avait seulement conçu et tracé le plan.

Famille de Morey
- 1714 : les Saulx-Tavannes vendent à Claude de Morey, marquis de Vianges ; les Morey feront construire la façade et les terrasses qui dominent le miroir d’eau, au nord par l'architecte parisien François II Franque, natif d'Avignon.
- 1748 : Jean-Baptiste de Morey, frère du précédent, meurt

Famille de Mac Mahon

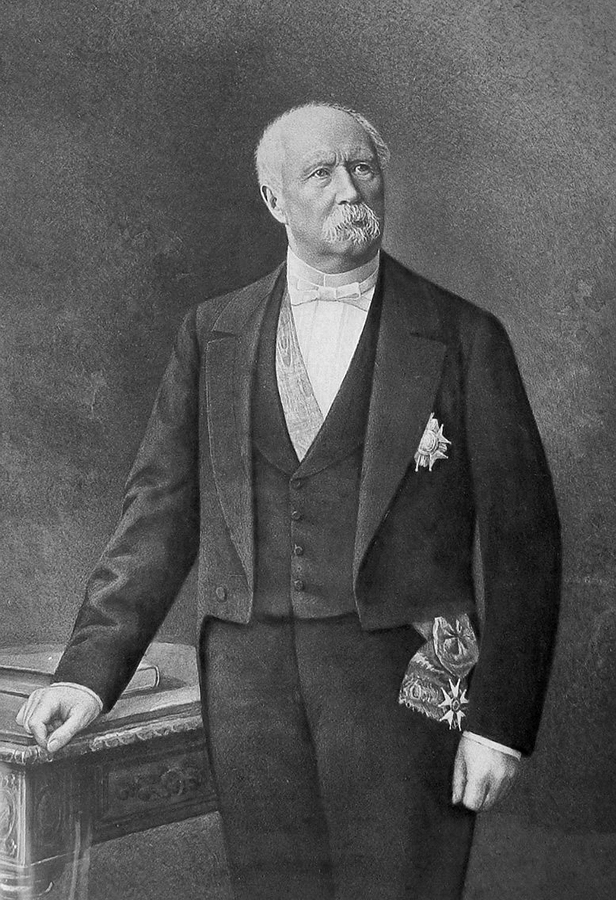
Patrice de Mac-Mahon

- milieu du XVIIIe siècle : la veuve et cousine du précédent, Charlotte Le Belin, se remarie avec Jean-Baptiste Mac Mahon, 1er marquis d'Éguilly dont la famille a depuis lors conservé Sully
- 1775 : Charles Laure de Mac-Mahon, 2e marquis de Mac Mahon, lui succède
- 1808 : Patrice de Mac Mahon, 1er duc de Magenta, futur maréchal de France, futur président de la République, naît à Sully ; seizième des dix-sept enfants de Maurice-François, baron de Sully, comte de Mac Mahon et de Charnay, et Pélagie Edme Marie de Riquet de Caraman, il n'en sera jamais propriétaire
- 1830 : Charles-Marie de Mac Mahon, 3e marquis de Mac Mahon, succède au 2e marquis ; la chapelle est refaite en style gothique. Celui-ci établira à Sully le siège du Rallye Bourgogne.
- 1845 : Charles-Henri de Mac Mahon, 4e marquis de Mac Mahon, lui succède
- 1863 : Charles-Marie de Mac Mahon, 5e marquis de Mac Mahon, lui succède ; on doit à son épouse, Marthe de Vogüe, de nombreux travaux, tels que la façade sud de style néo-Renaissance, ainsi que la remise en activité des douves
- 1923 : à sa mort, la marquise lègue le domaine à Maurice-Jean-Marie de Mac Mahon, 3e duc de Magenta, petit-fils du Président Mac Mahon
- 1954 : Philippe-Maurice-Marie de Mac Mahon est le 4e duc de Magenta

#### Armoiries

Maison de Bauffremont : Vairé d'or et de gueules.
Maison de Bourgogne-Montagu : Bandé d'or et d'azur de six pièces, à la bordure de gueules et au franc quartier d'hermines.[3]
Famille de Rabutin : Cinq points d'or équipolés à 4 de gueules.
Famille de Saulx-Tavannes : D'azur à un lion d'or armé et lampassé de gueules.[4]
Famille de Morey : D'or à la tête de maure de sable bandée d'argent.[5]
Famille de Mac-Mahon : D'argent, à trois lions léopardés et contournés de gueules, armés et lampassés d'azur, l'un sur l'autre.